# Callahan (Florida)
Callahan is een plaats (town) in de Amerikaanse staat Florida, en valt bestuurlijk gezien onder Nassau County. Hier vond in 1778 de Slag bij de Alligatorbrug plaats tijdens de Amerikaanse Onafhankelijkheidsoorlog.

## Demografie
Bij de volkstelling in 2000 werd het aantal inwoners vastgesteld op 962.
In 2006 is het aantal inwoners door het United States Census Bureau geschat op 965, een stijging van 3 (0,3%).

## Geografie
Volgens het United States Census Bureau beslaat de plaats een oppervlakte van
3,4 km², geheel bestaande uit land. Callahan ligt op ongeveer 6 m boven zeeniveau.

## Plaatsen in de nabije omgeving
De onderstaande figuur toont nabijgelegen plaatsen in een straal van 32 km rond Callahan.